# Uncharted: The Lost Legacy
Uncharted: The Lost Legacy je akční adventura z roku 2017, kterou vyvinulo studio Naughty Dog a vydala společnost Sony Interactive Entertainment.

## Příběh
Hráči ovládají Chloe Frazerovou, která s pomocí bývalé žoldnéřky Nadine Rossové hledá v indickém pohoří Západní Ghát Ganéšův kel a brání nelítostnému válečníkovi a jeho armádě povstalců rozpoutat v zemi občanskou válku. Jedná se o první hru ze série Uncharted, ve které nevystupuje hlavní hrdina Nathan Drake.

## Hratelnost
Stejně jako ostatní hry ze série Uncharted se i Uncharted: The Lost Legacy hraje z pohledu třetí osoby. Hráči používají střelné zbraně a k obraně před nepřáteli mohou využívat boj zblízka a stealth. Hráči řeší hádanky, které zahrnují několik plošinovkových prvků pro posun v příběhu, a pohybují se po herním světě pěšky nebo vozidlem.

## Vývoj
Vývoj hry Uncharted: The Lost Legacy začal brzy po vydání hry Uncharted 4: A Thief's End v květnu 2016. Staví na herních prvcích zavedených v předchozích titulech Uncharted a vyznačuje se otevřenější hratelností.
Hlavním tématem hry je Chloe, vedlejší postava, která se objevila v předchozích hrách Uncharted jako přítelkyně, partnerka a spolupracovnice Nathana Drakea. Její charakter odráží příběh, design i herní prvky. Claudia Black, Laura Bailey a Troy Baker si zopakovali své role Chloe, Nadine a Drakea prostřednictvím hlasu a motion capture, a pomáhali scenáristovi Joshi Scherrovi a kreativnímu režisérovi Shaunu Escaygovi s vývojem postav a příběhu.

## Vydání
Hra Uncharted: The Lost Legacy vyšla v srpnu 2017 pro PlayStation 4. V roce 2022 vyšla remasterovaná verze pro PlayStation 5 a Windows jako součást kolekce Legacy of Thieves. Hra získala obecně příznivé recenze.